# قرغان-تاش
قرغان-تاش (به لاتین: Korgon-Tash) یک منطقهٔ مسکونی در قرقیزستان است که در شهرستان بادکند واقع شده‌است. قرغان-تاش ۷۹ نفر جمعیت دارد و ۱٬۷۴۳ متر بالاتر از سطح دریا واقع شده‌است.